# Carling Brixton Academy
La Brixton Academy (d'abord nommé Astoria Variety Cinema, anciennement Carling Academy Brixton, et désormais nommé O2 Academy Brixton à la suite d'un contrat de sponsor avec O2) est une salle de concert et grande scène avec une capacité de 4 921 places, situées à Brixton, en Angleterre, au Royaume-Uni. Tenue par l'Academy Music Group, la salle accueille de nombreuses manifestations publiques et des soirées musicales. Considéré comme l'un des plus grands lieux de rendez-vous musicaux de Londres, cette salle attire de grands noms et a déjà vu de grands groupes s'y produire. C'est également devenu le lieu de prédilection pour les élections annuelles de l'hebdomadaire musical anglais NME.
Le bâtiment rouvre comme salle de concert en 1983 et change de nom pour devenir la Brixton Academy, nom qui ne change qu'en 2004, date à laquelle la salle devient la Carling Academy. Depuis 1994, la Brixton Academy est élu 12 fois le « lieu musical de l'année » douze fois par Time Out. Au total, il est le lieu de tournage de plus de 50 albums live.
La station de métro et de train la plus proche est celle de Brixton.

## Histoire

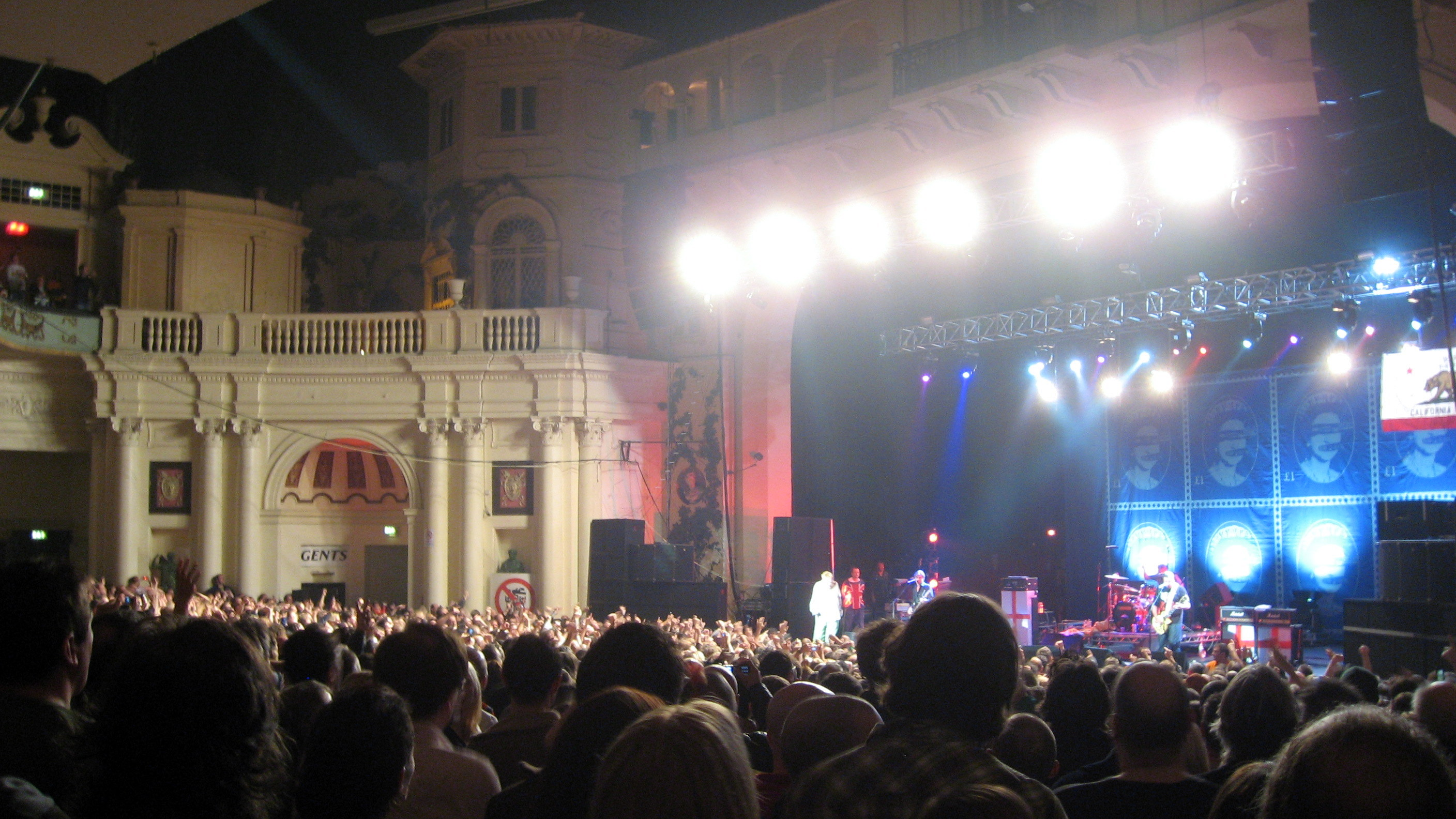
Intérieur de style renaissance italienne de l'auditorium.

Construite en 1929 et ouverte sous le nom d'Astoria, comme trois autres cinémas. En 1972, l'Astoria ferme et le bâtiment sert alors comme lieu de stockage pour la Rank Organisation.
En 1981, l'Astoria est refait et prend le nom de « The Fair Deal » par Sean Tracey. Malgré des concerts réussis, dont celui de The Clash, la salle fait faillite et ferme en 1983. Simon Parkes rachète le bâtiment pour £1 à une brasserie. La condition : qu’il vende exclusivement leur bière pendant dix ans. Il appelle son bâtiment la Brixton Academy.
Parkes passe quelques mois à réparer la salle avec un ami, surnommé Larry. La tâche est difficile car Parkes est privé d’un bras. Fin 1983, il commence à chercher des artistes pour faire des concerts à Brixton. Au début, la Brixton Academy voit presque uniquement des concerts de reggae. Parmi les artistes qui jouent à cette époque, on trouve Eek-A-Mouse, Burning Spear, Dennis Brown, Yellowman et Fela Kuti.
Le premier grand concert de rock à la Brixton Academy est celui de The Clash en 1984. Le concert est organisé par Arthur Scargill, un syndicaliste et politicien du Parti travailliste. Dans les années qui suivent, la Brixton Academy accueille une grande diversité d’artistes rock et hip-hop. Parmi les artistes hip-hop qui viennent des États-Unis, on peut citer Schooly D, NWA, Run DMC et Public Enemy. The Rolling Stones, Eric Clapton, Pixies, Nirvana et The Smiths sont parmi les artistes les plus connus du genre rock.
La Brixton Academy est une des pionnières du mouvement acid house, au début des années 1990. Notamment, les autorités locales accorde à Parkes la première licence qui permet de rester ouvert jusqu'à six heures du matin pour accueillir des raves légales à l'Académie.
En 1995, Parkes vend la Brixton Academy à Break for Border. Parkes écrit un livre, Live at the Brixton Academy : A Ritious Life in the Music Industry, en 2014, qui raconte son histoire. Le McKenzie Group restaure le bâtiment Art déco et installe des nouveaux équipements. La Brixton academy est une des salles de concerts les plus grandes de Londres, elle peut maintenant accueillir 4 961 personnes debout ou 2 391 assises.
La salle remporte à plusieurs reprises le prix Music Week Award de la salle de l'année, notamment en 2009.

### Bousculade de 2022
Un mouvement de foule devant une représentation d'Asake le 15 décembre 2022 blesse grièvement quatre personnes, dont deux sont décédées dans les jours suivants,. The Guardian met en doute les premières informations selon lesquelles des personnes tentaient de forcer l'entrée sans billet. Le journal met également en doute la gestion du bâtiment et de ses entrées. À la suite de cette bousculade, les conseillers municipaux de Lambeth se réunissent aux premières heures du 22 décembre 2022 et décident de suspendre la licence d'exploitation de l'académie, compte tenu de la « gravité des événements » et des « risques pour la sécurité publique » liés à « l'absence de contrôle de la foule aux portes d'entrée ». La licence a été suspendue jusqu'à une audience complète le 16 janvier 2023, date à laquelle elle est suspendue pour trois mois supplémentaires.
La BBC rapporte que le personnel de sécurité aurait accepté des pots-de-vin pour laisser entrer des personnes sans billet. En avril 2023, la police métropolitaine déclare ne plus avoir confiance dans le titulaire de la licence du lieu et demander sa révocation. En septembre 2023, la police déclare ne pas s'opposer à la réouverture du lieu, mais simplement à son exploitation par AMG.

## Artistes et concerts
Les « pensionnaires » des lieux comprennent : Massive Attack, The Clash, Tool, The Prodigy, Bob Dylan et Hard-Fi ont tous joué cinq soirées consécutives dans cette salle.
Gregory Isaacs y chante en mai 1984, la performance est enregistrée et publiée sous le nom Live at the Academy, Brixton. Faith No More enregistre l'album live Live at the Brixton Academy le 28 avril 1990. Les Ramones y jouent leur dernier concert en 1992. Sepultura enregistre le live Under a Pale Grey Sky, le 16 décembre 1996, ultime prestation de Max Cavalera avec le groupe. 
Dans les années 2000, David Gray enregistre un promo live en 2000. Dido, elle, enregistre le Live at Brixton Academy les 17, 18, et 19 août 2004 durant sa tournée européenne The Life for Rent Tour. Iron Maiden y donnent des concerts de charité pour leur ancien batteur, Clive Burr, atteint de sclérose en plaques, en mars 2002 et juin 2007)
Machine Head, eux, y enregistre l'album Hellalive et le DVD Elegies en décembre 2004). Pendulum y enregistre leur DVD Live at Brixton Academy lors de leurs deux dates complètes en décembre 2008.
D'autres groupes et artistes qui ont joué au Carling Brixton Academy comprennent notamment :  Motörhead (un album live), Judas Priest (album et DVD live Live in London), Berliner[Lequel ?], Brian May, AC/DC (joué qu'une fois), Jane's Addiction, The Mars Volta (voir The Widow), Bob Dylan, The Killers, Green Day, Angels and Airwaves, Massive Attack, DJ Shadow, The Clash, The Pogues, The Prodigy, The Smashing Pumpkins (vidéo promotionnelle du 15 mai 1996), Placebo , Rihanna, Koffi Olomidé, L'Or Mbongo, Hard-Fi, AFI, LL Cool J, Kasabian (Live at Brixton Academy),  Muse, My Chemical Romance, Bullet for My Valentine (y ont filmé quelques scènes pour un DVD), The Libertines, Madonna, Pavement, Good Charlotte (y ont enregistré leur DVD Live at Brixton Academy en décembre 2003), Rammstein, Tenacious D, The Mighty Boosh, The Offspring, Billy Talent, Queen et Paul Rodgers, Nick Cave and the Bad Seeds (y ont filmé leur concert du 11 novembre 2004 pour leur album-DVD The Abattoir Blues Tour), Franz Ferdinand, Gojira (avec leur Live at Brixton Academy en 2014), Foo Fighters, et Lamb of God (2009, 2010 et 2014).
Des groupes et artistes de musique électronique comme Deadmau5, Swedish House Mafia, et 2 Many DJ's y ont joué. Kraftwerk reprend The Model sur l'album live Minimum-Maximum, enregistrée à la Brixton Academy.